# Vasilij Ilin
Vasilij Petrovitj Ilin (ryska: Василий Петрович Ильин), född 8 januari 1949 i Lisji Nos i Leningrad oblast, död 21 september 2015, var en rysk (sovjetisk) handbollsspelare.
Han tog OS-guld i herrarnas turnering i samband med de olympiska handbollstävlingarna 1976 i Montréal.